# 古屋呂敏
古屋呂敏（日语：／ Furuya Robin，1990年6月2日—）是一位日本的男性模特兒、演員以及影像創作者。舊藝名為「ロビン」以及「呂敏（Robin）」。同時也以影像創作者「ROBIN FURUYA」的身份進行活動。2024年與長谷川慎雙主演深夜劇《第二次戀愛才完美》，也是他第一次在連續劇中擔任主演。

## 簡歷
母親是日本人，父親是夏威夷出生的日裔美國三代移民。祖父曾在第二次世界大戰期間成為美國陸軍第442步兵團的日裔美國士兵參戰。在日本高中畢業後，他加入事務所，但因學業前往美國而一度中止演藝活動。自2013年起正式重啟演藝事業，並於2014年開始從事演員工作。  
他正式開始演藝事業的契機是，在夏季假期回到日本準備就業活動時，由於經濟拮据，他開始從事模特兒工作支付生活費。他拿到幾個內定，但在假期結束前參加了一場事先毫不知情的試鏡，並成功通過。由於該工作需要長期投入，他無法返回大學完成學業，於是抱著「這就是人生」的想法，決心投身於這個行業。

## 作品

### 連續劇
- 過氣TV（2014年，NHK BS Premium）
- 隱匿的思念-戀歌百人一首- 第2集（2015年5月26日，名古屋電視台）飾演 宮野
- 黑蜥蜴（2015年12月22日，富士電視台）飾演 黑岩勝
- 夏洛克：未敘之章 第9集（2019年12月2日，富士電視台）飾演 佐伯斗真
- 午餐聯誼偵探 第2集（2020年1月16日，讀賣電視台）飾演 弓月劍太郎
- 刑警與檢察官 第6集（2020年2月20日，朝日電視台）飾演 中元信博
- 家政夫三田園 第4季 第1集（2020年4月24日，朝日電視台）飾演 篠崎堅樹
- 假面騎士聖刃 （2020年9月6日 - 2021年8月22日，朝日電視台）飾演 斯特琉斯／假面騎士斯特琉斯
- 橫山秀夫懸疑四部曲「沉默的不在場證明」（2020年10月26日，東京電視台）飾演 大谷
- 螺旋迷宮 第5集（2021年11月12日，東京電視台）飾演 下村亮二
- 逃亡醫F（2022年1月15日 - 3月19日，日本電視台）飾演 野末考正
- 前男友的遺書 第3集 - 最終集（2022年4月25日 - 6月20日，富士電視台）飾演 松田大樹
- NICE FLIGHT! 第5集 - 最終集（2022年8月19日 - 9月22日，朝日電視台）飾演 天野良秀
- HOTEL -NEXT DOOR- 第1集（2022年9月10日，WOWOW）飾演 谷口雷歐
- 媽媽是酒保～今夜跳舞吧～ 第7集（2023年3月2日，BS-TBS）飾演 倉澤雅樹
- 幸運之人（2023年3月6日，NHK BS Premium）飾演 松本拓哉的弟弟
- 勝利法庭式 第5集（2023年5月11日，讀賣電視台・日本電視台）飾演 ハン・ジエン（Han Jien）
- VIVANT 第1集 - 第4集（2023年7月16日 - 8月6日，TBS）飾演 水上了
- 結婚預定日（2023年8月4日 - 9月29日，MBS）飾演 保坂大輔
- 主播們的戰爭（2023年8月14日，NHK綜合）飾演 青山正信
- 對講機響了（2023年10月12日 - 12月14日，大阪電視台）飾演 佐伯海斗
- 稅調～納稅課第三收納係～ 第6集（2023年11月18日，日本電視台）飾演 熊川英二
- kiss×kiss×kiss: LOVE ii SHOWER 第4集「ビストロキス」（2023年11月24日，東京電視台）主演 松下亮
- 第二次戀愛才完美（2024年3月6日 - 4月10日，MBS・TBS）主演 岩永崇
- 東京鐵塔 第1集（2024年4月20日，朝日電視台）飾演 小島陽子的戀人
- 奇巧計程車RoOT 第9集（2024年5月28日，東京電視台）飾演 攝影師
- 黑蜥蜴（2024年9月29日，BS-TBS）飾演 雨宮潤一
- 天狗的廚房 Season2（2024年10月22日 - 12月24日，BS-TBS）飾演 愛宕慈雨
- 我們陷入戀愛的理由 第3集・第4集（2024年10月26日・11月2日，朝日電視台）飾演 白石友治
- 整形灰姑娘（2025年3月22日 - ，BUMP）飾演 松平翔太

## 外部連結
- 古屋呂敏 - Amuse Official Website
- 古屋 呂敏 / Furuya Robin / ロビン的X（前Twitter）
- 古屋呂敏的Instagram帳戶
- YouTube上的ROBIN FURUYA / 古屋呂敏頻道